# 八上駅
八上駅（やかみえき）は、かつて兵庫県多紀郡城東町（現・丹波篠山市八上上）にあった、日本国有鉄道（国鉄）篠山線の駅（廃駅）である。篠山線の廃線に伴い、1972年（昭和47年）3月1日に廃駅となった。

## 歴史
- 1944年（昭和19年）3月21日：篠山線開通と同時に開業[1]。
- 1958年（昭和33年）11月1日：駅員は継続配置するが、乗車券の発売および改札・集札を車掌が行うようになる[2]。
- 1972年（昭和47年）3月1日：篠山線の廃線に伴い廃止[3]。

## 駅構造
単式ホームを有する棒線駅であった。

## 駅周辺
- JA丹波ささやま城東八上支店
- 八上簡易郵便局
- 八上上公民館

## 廃止後の現状
水田が広がっており、駅跡とわかるものは何もない。当駅の西側では線路跡が農道となっているが、当駅付近より東、線路跡が現国道372号と合流するまでの間は、耕地整理により線路跡もわからなくなっている。

## 隣の駅
日本国有鉄道
篠山線
篠山駅 - 八上駅 - 丹波日置駅